# Joseph Allison
Joseph Allison (Cork, 17 november 1817 - Tempe, Bloemfontein, 5 september 1869) was een Zuid-Afrikaans politicus, die actief was in de republiek Oranje Vrijstaat. 

## Biografie
Allison kwam als zoon van een van de Kolonisten van 1820 op jonge leeftijd naar de Britse Kaapkolonie, waar hij in Clanwilliam ging wonen.
In 1839 vergezelde hij zijn broer James Allison en zwager James Cameron, die als missionarissen te werk gingen in het gebied ten noorden van de Oranjerivier.
Na de vorming van de Oranjeriviersoevereiniteit in 1848 werd hij klerk van de Britse Resident Henry Douglas Warden. Tevens werd hij Registrar of Deeds en was hij lid van de landcommissie van deze kolonie.
Nadat het gebied onafhankelijk werd als Oranje Vrijstaat werd Allison in 1855 gekozen tot lid van de Volksraad namens het district Harrismith. 
In 1862 werd hij onder staatspresident Marthinus Wessel Pretorius gouvernementssecretaris en penningmeester. Na het ontslag van Pretorius, was hij kortstondig waarnemend staatspresident.
Tijdens de presidentsverkiezingen van 1863 was Allison één van de kandidaten. Hij kreeg slechts 26 stemmen in de verkiezingen die door Jan Brand werden gewonnen. In zijn politieke standpunten had Allison sterke Britse sympathieën. 
Na het verkiezingsdebacle ging Allison met politiek pensioen en trok zich terug op zijn plaas Tempe, waar hij een leerlooierij uitbaatte.